# Guido de Brês
Guido de Brês (Mons, 1522 – Valenciennes, 1567) è stato un teologo belga, autore della confessione di fede belga e martire della fede cristiana riformata.
Maestro vetraio di formazione, fuggì a Londra nel 1558 dopo la sua adesione alla Riforma a causa delle persecuzioni religiose contro i protestanti. Studiò all'Università di Losanna. Frequentò Giovanni Calvino, Beza e Pierre Viret. Fu il successore di Pierre Brully come organizzatore della chiesa riformata nei Paesi Bassi dominati dalla Spagna. Predicò a Dieppe, Sedan, Lilla, Douai, Tournai, Anversa.
Nel 1567, dopo l'assedio di Valenciennes, De Brês fu arrestato dalle truppe di Margherita d'Austria sotto il comando di Philippe de Noircarmes per il suo credo calvinista e la sua ribellione durante l'assedio. Giudicato dall'Inquisizione spagnola, fu condannato a morte e, quindi, pubblicamente impiccato a Valenciennes.

## Opere
- Le baston de la foy chrestienne, Lyon, 1555
- Confession de foy, Rouen, 1561
- Oraison au Seigneur, s.l., 1564
- La racine, source et fondement des anabaptistes, Rouen, 1565